# Bidental

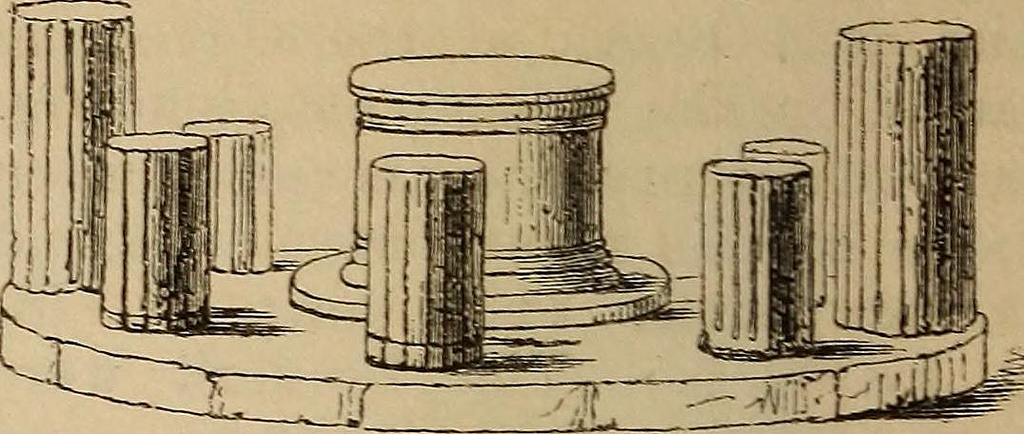
Dibuix d'un bidental romà

Bidental era el nom donat a l'antiga religió romana al monument que s'aixecava en el lloc on havia caigut un llamp. El nom provenia perquè en aquell lloc els arúspexs hi sacrificaven una ovella jove (bidental).
De vegades al monument, per la seva semblança al brocal d'un pou, se l'anomenava puteal, com en el cas del Puteal Scribonianum que es trobava al Fòrum de Roma. Quan un llamp feria la terra era necessari condere fulgur, ('enterrar les desferres del llamp'), tant si era un lloc públic com privat. Si el llamp matava una persona, estava prohibit incinerar el cadàver, i se l'enterrava al mateix lloc on havia caigut, segons diu Plini el Vell. Tots els objectes que el llamp havia cremat o escampat eren recollits pel pontífex, que més tard seria ajudat pels arúspexs, i ho amuntegava tot mentre resava una oració en veu baixa. S'oferia una ovella jove i s'encerclava tot el que s'havia recollit en un petit recinte que no s'empedrava ni cobria, envoltat d'un mur normalment circular amb la inscripció fulgur conditum. No estava permès trepitjar aquest locus religiosus, ni tan sols mirar-hi a dins. Segons Horaci, si algú profanava un bidental era immediatament castigat pels déus de forma cruel.